# Ulcera varicosa

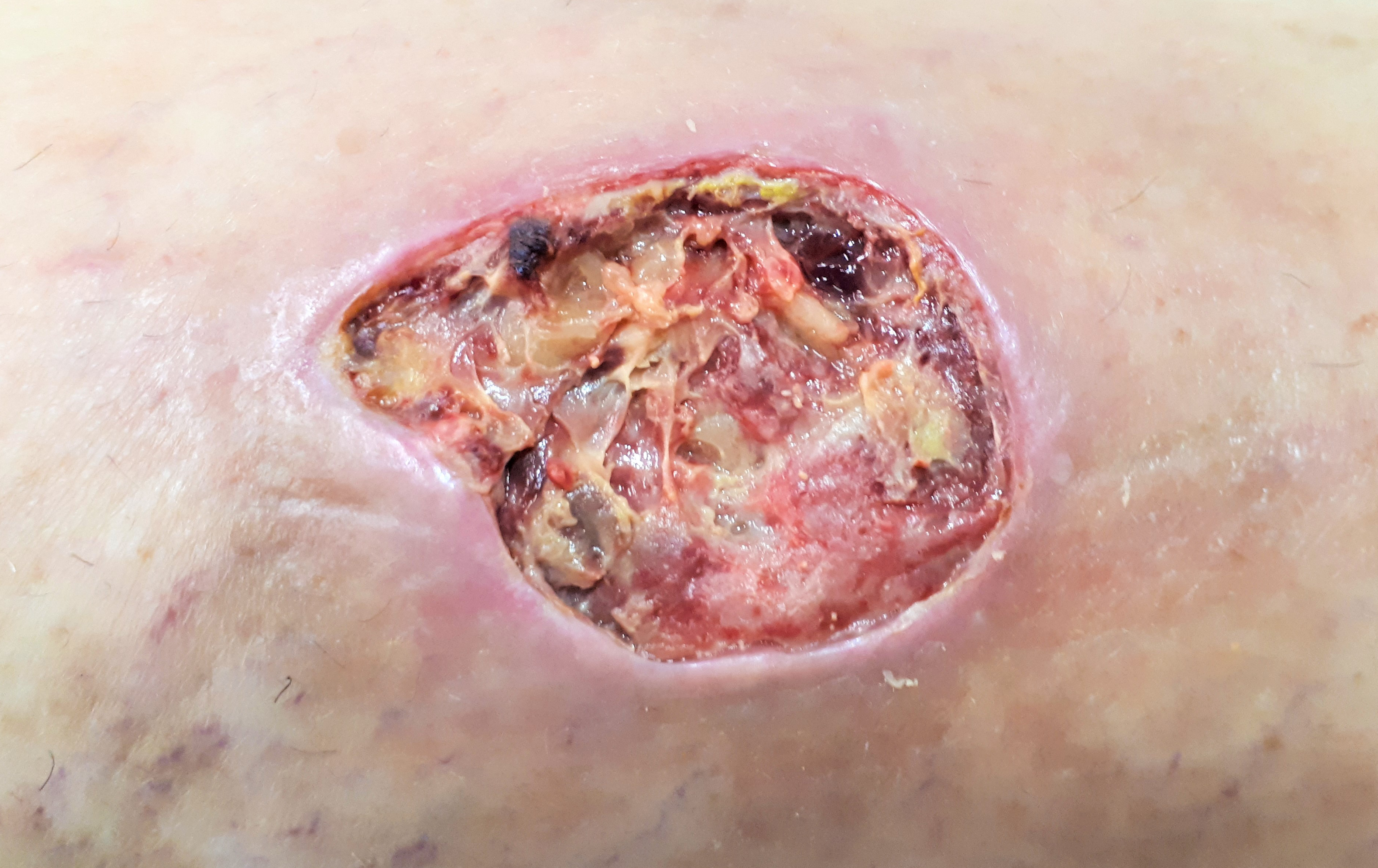
Ulcera varicosa (45x30mm).

L'ulcera varicosa, anche detta ulcera trofica, ulcera venosa, ulcera crurale o ulcera da stasi, è una lesione della cute, solitamente di quella sita vicino alla caviglia, dovuta a una compromessa circolazione sanguigna. Si tratta della più comune lesione cronica della gamba, responsabile di 70-90% del totale delle ulcere dell'arto inferiore.
Può presentarsi come conseguenza di vene varicose, a loro volta causate dalla presenza di un'insufficienza venosa cronica. Tale condizione clinica si può anche accompagnare alla dermatite da stasi.
Per il suo trattamento, o in fase preventiva, può essere utilizzato il mesoglicano, farmaco che ha effetti antiaterogeno, antitrombotico e profibrinolitico.
Uno studio condotto su 50 pazienti affetti da ulcere alle gambe ha dimostrato la notevole efficacia di un trattamento settimanale costituito unicamente da una miscela di glucosio/vaselina al 60%/40% applicata sulla ferita, senza sbrigliamento. Anche la compressione della gamba viene utilizzata per ridurre gli effetti dell'insufficienza venosa.

## Nella cultura di massa
Ne è affetto il protagonista del celebre romanzo di George Orwell 1984, Winston Smith, colpito alla caviglia destra.